# Bonfol

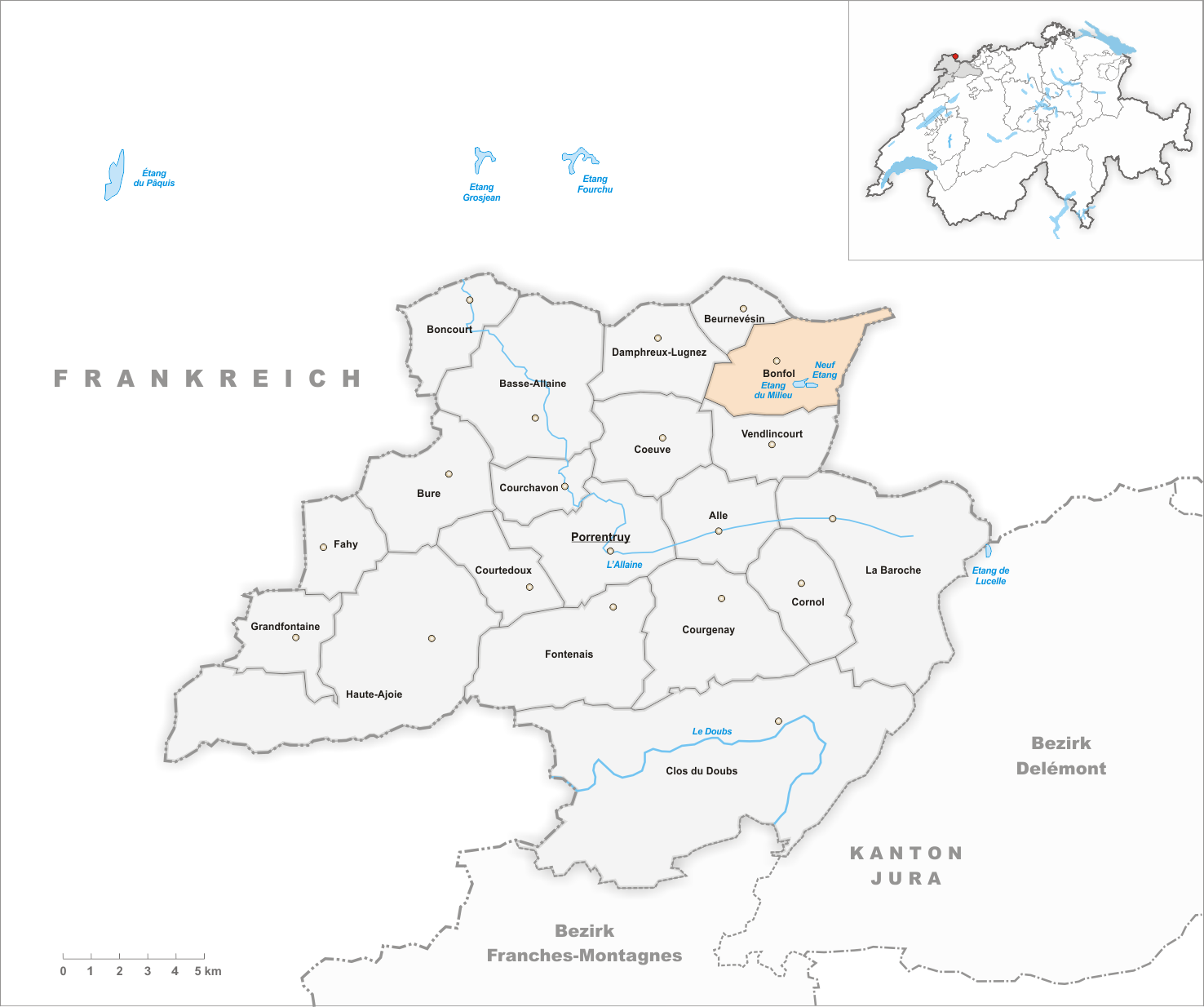
Gemeindestand vor der Fusion am 1. Januar 2024

Bonfol war eine politische Gemeinde im Distrikt Porrentruy des Kantons Jura in der Schweiz. Der frühere deutsche Name Pumpfel wird heute nicht mehr verwendet. Am 1. Januar 2024 wurden die bestehenden Gemeinden Beurnevésin und Bonfol zur neuen Gemeinde Basse-Vendline fusioniert.

## Geographie

Historisches Luftbild von Werner Friedli (1910–1996) vom 12. September 1950

Bonfol liegt auf 432 m ü. M., 9 km nordöstlich des Bezirkshauptorts Porrentruy (Luftlinie). Das ehemalige Strassenzeilendorf erstreckt sich in der Talniederung der Vendline im äussersten Nordosten der Ajoie (deutsch Elsgau) an der Grenze zu Frankreich.
Die Fläche des 13,6 km² grossen Gemeindegebiets umfasst im westlichen Teil die weite, offene und leicht gewellte Tafeljuralandschaft der nördlichen Ajoie und die Talniederung des Oberlaufs der Vendline. Der höchste Punkt der Gemeinde beträgt nur gerade 483 m ü. M. Nach Osten erstreckt sich die Gemeindefläche in ausgedehnte Wälder, darunter Le Chêtre, Bois Juré und Combe Guerri, die mit einer Höhe von 470 m ü. M. die Wasserscheide zwischen den Einzugsgebieten von Rhein und Rhone bilden. In einem schmalen Zipfel reicht das Gebiet bis an den Flusslauf der Largue, einen linken Nebenfluss der Ill, die zum Rhein fliesst. Der überwiegende Anteil des Gemeindegebiets wird jedoch von der Vendline zur Allaine und damit in Richtung Mittelmeer entwässert. Von der Gemeindefläche entfielen 1997 6 % auf Siedlungen, 44 % auf Wald und Gehölze, 48 % auf Landwirtschaft, und ungefähr 2 % waren unproduktives Land.
Zu Bonfol gehören mehrere Einzelhöfe. Nachbargemeinden von Bonfol waren Beurnevésin, Damphreux-Lugnez und Vendlincourt im Kanton Jura sowie Courtavon, Liebsdorf und Pfetterhouse in Frankreich.
| Bevölkerungsentwicklung | Bevölkerungsentwicklung |
| Jahr                    | Einwohner               |
| ----------------------- | ----------------------- |
| 1850                    | 1.263                   |
| 1900                    | 1.340                   |
| 1910                    | 1.303                   |
| 1930                    | 1.020                   |
| 1950                    | 1.017                   |
| 1960                    | 992                     |
| 1970                    | 888                     |
| 1980                    | 833                     |
| 1990                    | 793                     |
| 2000                    | 679                     |
| 2022                    | 625                     |

## Bevölkerung
Mit 625 Einwohnern (Stand 31. Dezember 2022) gehörte Bonfol zu den mittelgrossen Gemeinden des Kantons Jura. Von den Bewohnern waren 84,7 % französischsprachig, 12,2 % deutschsprachig und 1,6 % spanischsprachig (Stand 2000). Die Bevölkerungszahl von Bonfol erreichte ihren Höchststand bereits um 1900. Seither wurde ein Rückgang um rund 50 % verzeichnet.

## Wirtschaft
Gegen Ende des 19. Jahrhunderts hat sich Bonfol vom Agrar- zum Industriedorf gewandelt.
Bekanntheit erlangte das Bauerndorf schon im 18. Jahrhundert durch das einheimische Töpferhandwerk. Schon im Mittelalter war die Qualität der örtlichen Tonablagerungen bekannt. Die Herstellung der Caquelons (feuerfeste Steingutpfannen) wurde 1912 durch die Fabrikproduktion von Industriekeramik abgelöst. 1951 wurde die Firma CISA SA gegründet, welche eine Lehmgrube aushob, um unter anderem Kacheln herzustellen. Nach der Stilllegung der Grube schloss die Firma 1961 einen Vertrag ab mit der Basler Chemischen Industrie zur Lagerung von Chemieabfällen in der vermeintlich dichten Grube. Damals galt die Lagerung als umweltfreundlich im Vergleich zur bis in die 1940er-Jahre praktizierten Entsorgung im Rhein.
Weitere Arbeitsplätze gibt es in der Uhrenindustrie und in der Herstellung von Kugellagern. Dank der fruchtbaren Böden in der Ajoie besitzt aber auch die Landwirtschaft noch einen hohen Stellenwert.

## Verkehr
Die Gemeinde liegt abseits der grösseren Durchgangsstrassen in der Grenzregion der nordöstlichen Ajoie, hat aber je einen Grenzübergang zu den französischen Nachbargemeinden Courtavon und Pfetterhouse. Am 14. Juli 1901 wurde die normalspurige Eisenbahnstrecke Porrentruy–Bonfol der Chemins de fer du Jura eröffnet, die das Dorf an den öffentlichen Verkehr anbindet.

## Geschichte
Nördlich des Dorfes wurde 1885 ein merowingischer Friedhof entdeckt, auf dem unter anderem eine eiserne Gürtelschnalle aus dem 7. Jahrhundert gefunden wurde. Erstmals wird Bonfol 1136 als Bunfol erwähnt. In der nachfolgenden Zeit erschienen zahlreiche weitere Namen wie Bonfon, Boufol, Bumpfol, Mumphfol, Boufoul und Benfoul.
Bonfol teilte die wechselvolle Geschichte der Ajoie, die 1271 zum ersten Mal an das Fürstbistum Basel kam. Es unterstand vom 16. bis zum 18. Jahrhundert dem Meieramt Coeuve. Von 1793 bis 1815 gehörte Bonfol zu Frankreich und war anfangs Teil des Département du Mont-Terrible, ab 1800 mit dem Département Haut-Rhin verbunden. Durch den Entscheid des Wiener Kongresses kam der Ort 1815 an den Kanton Bern und am 1. Januar 1979 an den neu gegründeten Kanton Jura.
Am östlichen Ende des Dorfes in der Nähe des Bauernhofs La Largin war das südliche Ende der Westfront (Erster Weltkrieg).

## Sehenswürdigkeiten
Die Pfarrkirche Saint-Laurent im unteren Dorfteil wurde 1783–84 erbaut. Im Wald nördlich von Bonfol steht die Kapelle Saint-Fromont, die jeweils am Freitag nach Auffahrt Ziel einer Pilgerfahrt ist, denn der heilige Fromont gilt als Schutzherr des Viehs.
In einem Tälchen in den Wäldern südöstlich des Ortes befinden sich die Étangs de Bonfol, ehemalige Fischweiher, die 1751–54 auf Anweisung des Bischofs von Basel angestaut wurden. Heute stehen diese Teiche unter Naturschutz.

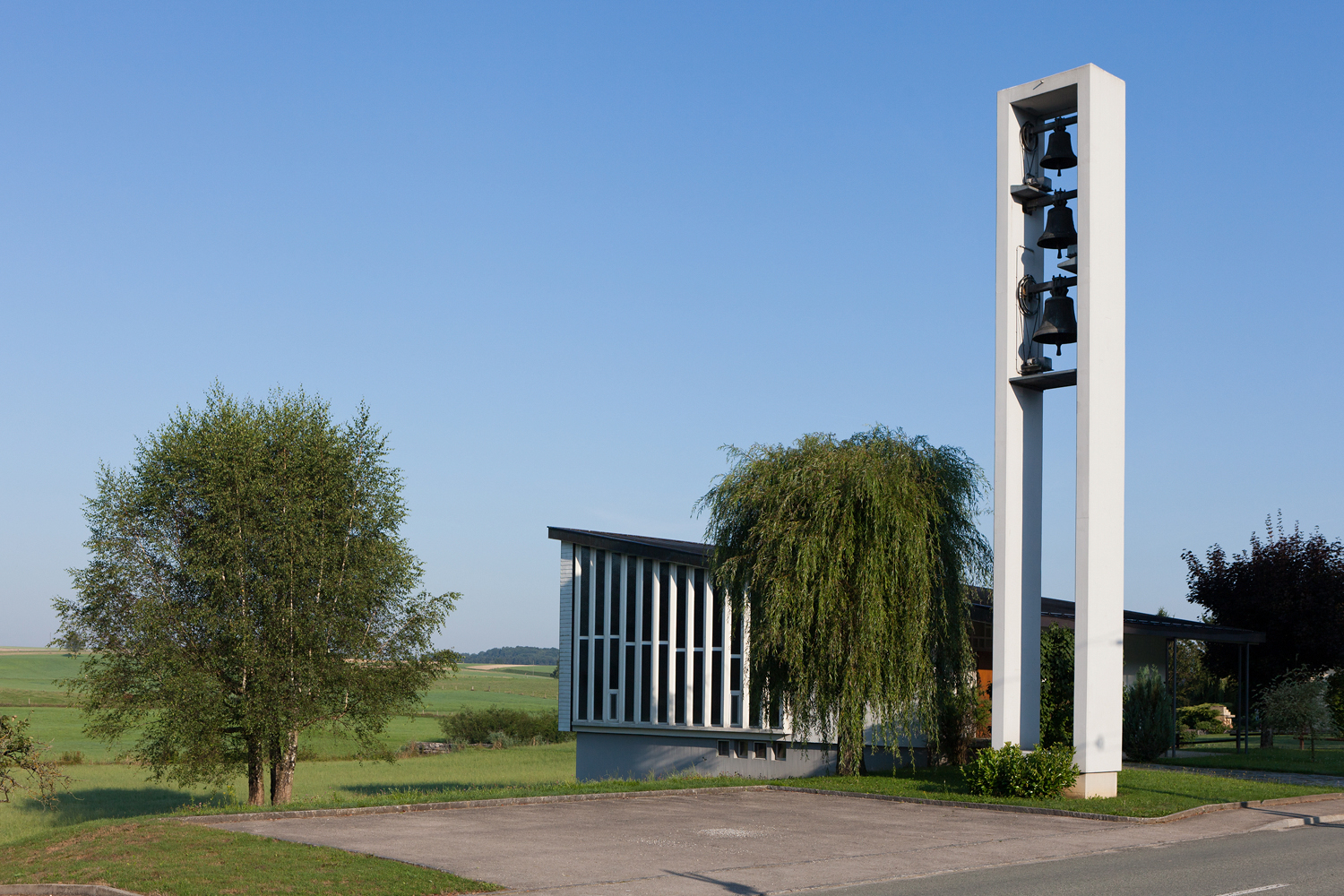
Temple (Ref.Kirche)
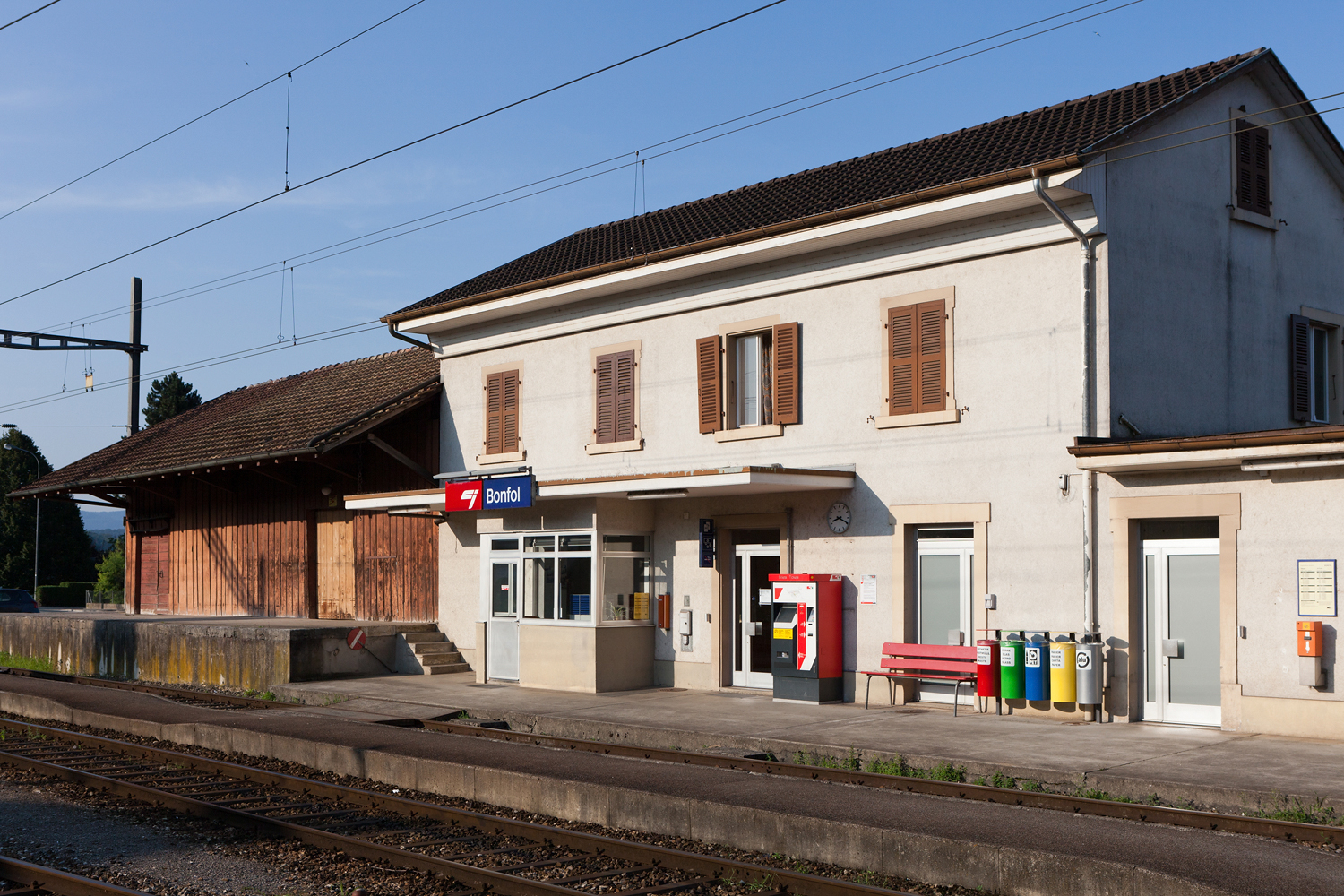
Bahnhof der CJ
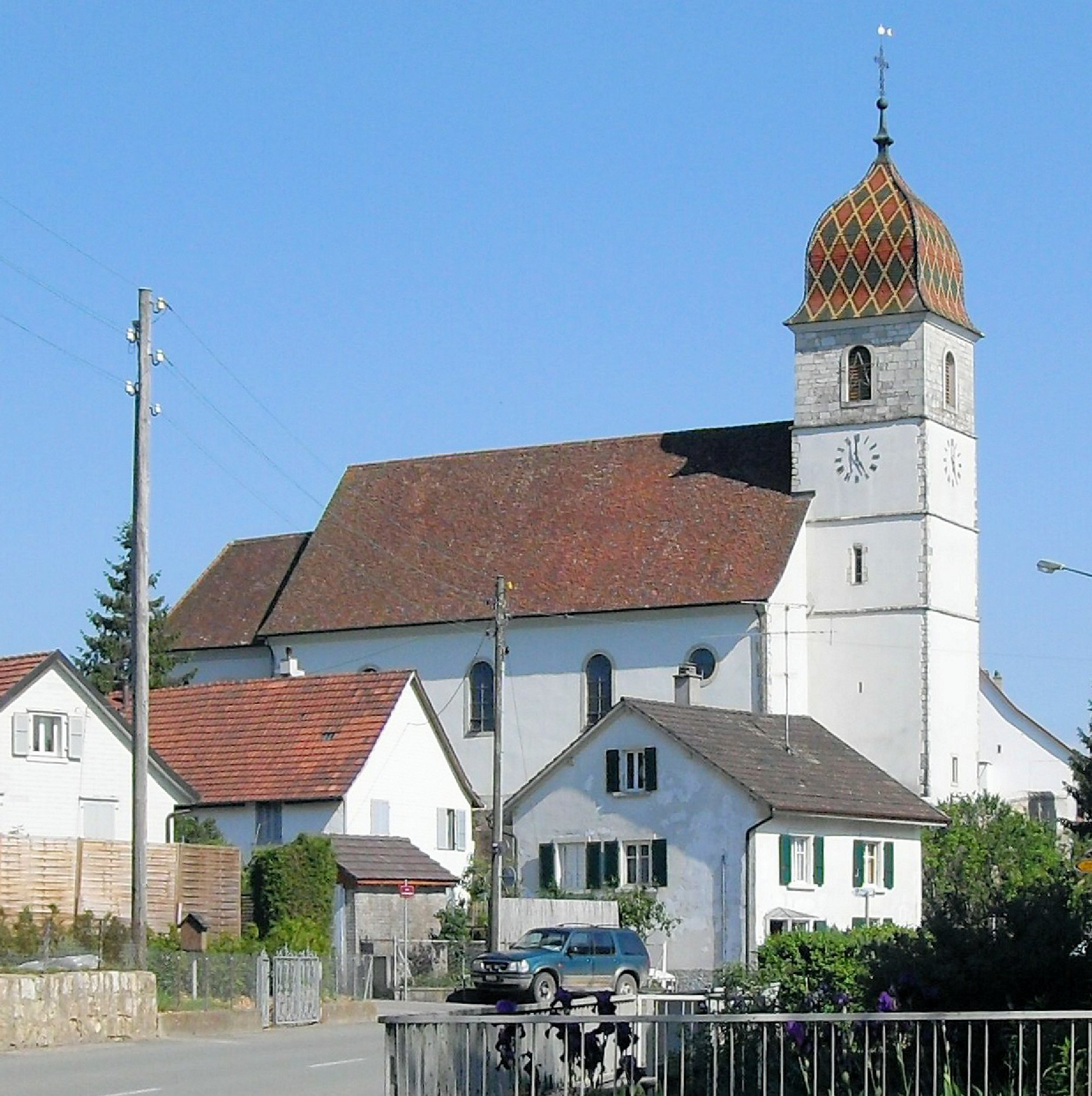
Eglise Saint-Laurent
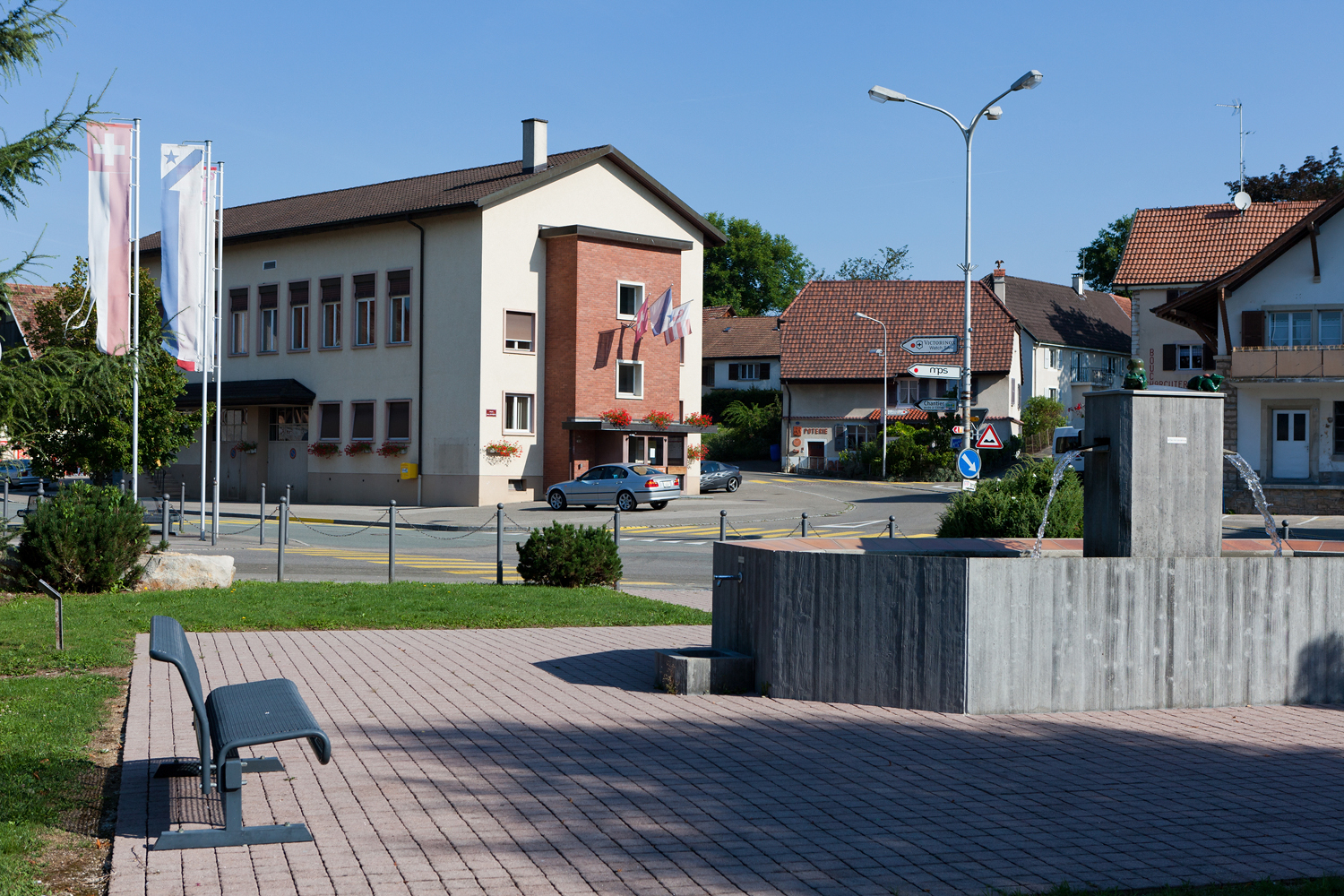
Place Louis Chevrolet
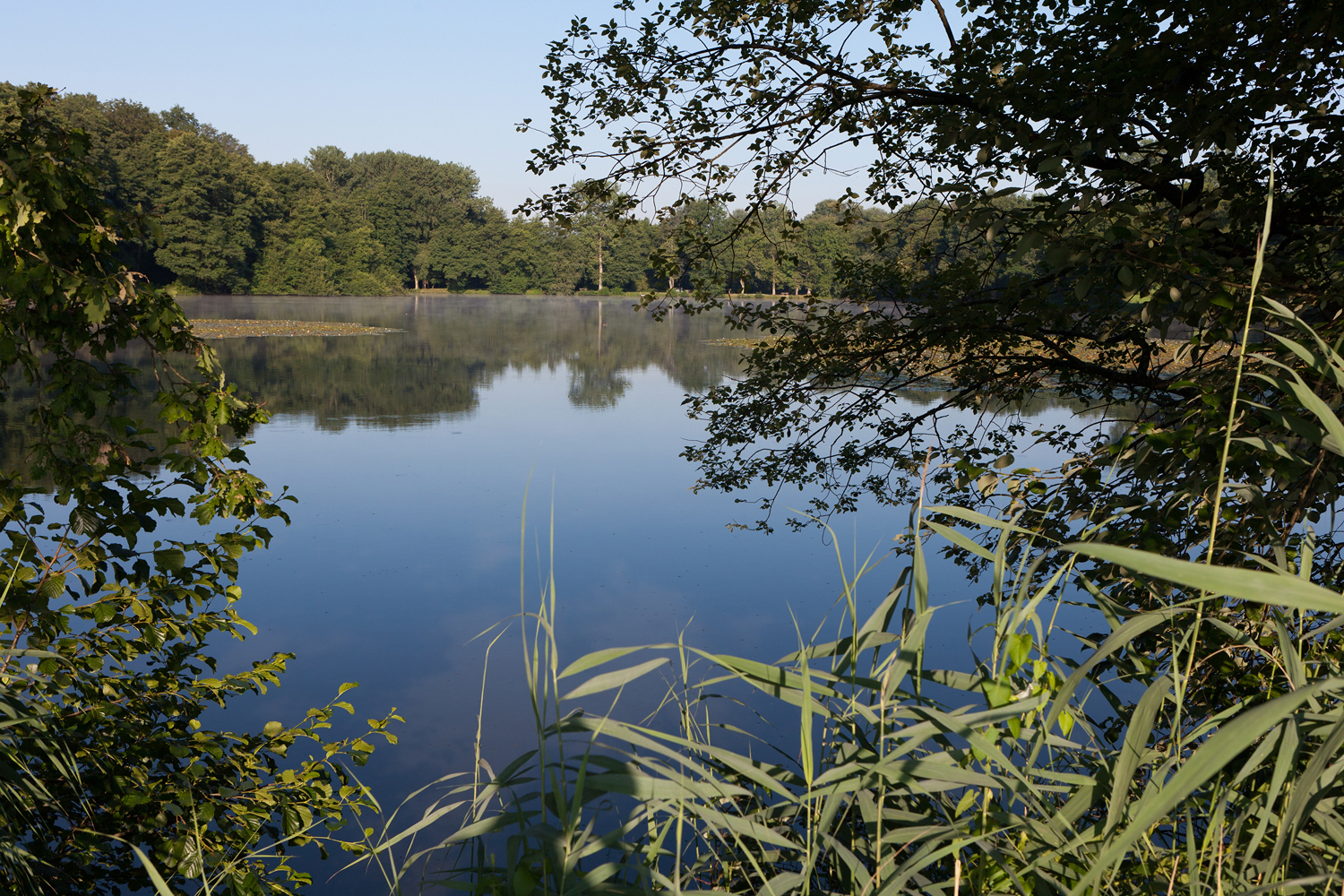
Fischweiher
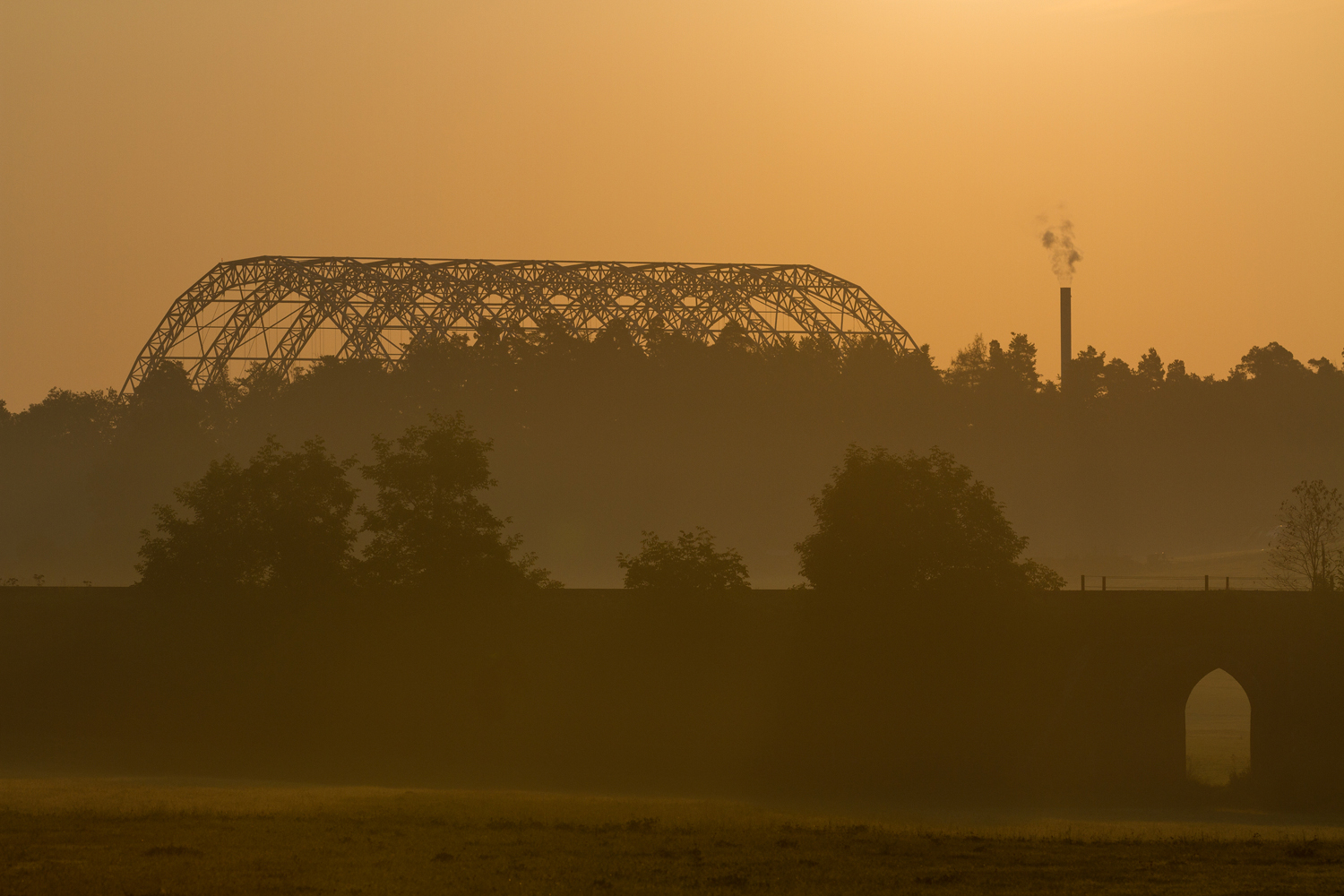
Sondermülldeponie

## Chemiemülldeponie der Basler Chemischen Industrie
Bekanntheit erlangte Bonfol durch seine Sondermülldeponie. In ihr hatte die Basler Chemische Industrie (BCI), ein Zusammenschluss unter anderem der Chemie- und Pharmakonzerne Novartis, Roche, Syngenta, Clariant und BASF (ehemals Ciba), 114.000 Tonnen hochgiftigen Chemiemüll aus ihren Fabriken abgelagert. In kleineren Mengen lieferten ebenso der Kanton Bern, das regionale Gewerbe sowie die Schweizer Armee von 1961 bis 1976 zum Teil Abfälle an. 1981 lief Wasser in die Grube, und es kam zu Auswaschungen von Schadstoffen. Mitte der 1990er-Jahre erfolgte eine Teilsanierung mit Drainage und Kläranlage für 30 Millionen Franken. Im Oktober 1998 trat die Altlastenverordnung des Bundes in Kraft, wobei die BCI davon ausging, der Verordnung mit der Sanierung zu genügen. Eine Entsorgung galt 1999 als technisch nicht machbar, bis eine Machbarkeitsstudie des Bundes eine Sanierung für möglich erklärte. Nach einer Besetzung durch Greenpeace Schweiz und unter grossem öffentlichen Druck einigten sich im Jahr 2000 der Kanton Jura und Vertreter der Basler Chemischen Industrie (BCI) nach langem Streit auf eine Vereinbarung über die definitive Sanierung der Sondermülldeponie. Die BCI übernahm die operative Verantwortung für die Sanierung. Der Zeitplan sah eine vollständige und dauerhafte Sanierung der Sondermülldeponie Bonfol bis 2015 vor; Arbeitsbeginn war im Jahr 2010. Es wurde eine 3000 Tonnen schwere Stahlkonstruktion mit einer hermetisch abgeriegelten Halle über die Deponie gebaut, um ein Austreten der Schadstoffe zu vermeiden. Der Abbau/Aushub der Schadstoffe wird durch Roboter erledigt, um die Gefahr einer Vergiftung von Arbeitern zu vermeiden. Die Sanierungskosten beliefen sich geplant auf über 350 Millionen Schweizer Franken, beim Abschluss auf 380 Millionen.
Die nach einer lokalen Explosion am 7. Juli 2010 entwickelten zusätzlichen Sicherheitsmassnahmen sind plangemäss umgesetzt worden. Daher haben die BCI Betriebs-AG und ihre Sanierungspartner am 11. April 2011 die Aktivitäten auf dem Gelände wieder aufgenommen. Für eine Pilotphase war zunächst vorgesehen, mit inertem Tonmaterial die richtige Funktionsweise aller Installationen und aller Abläufe zu testen. Zwei Monate später, am 18. Mai 2011, wurde der Abfallaushub dann fortgesetzt.
Ende August 2016 schrieb BCI: „Es gibt keine chemischen Abfälle mehr in Bonfol“. Am 2. September feierten deren Vertreter mit den Kantons- und Gemeindevertretern das Ende der Aushubarbeiten.

## Persönlichkeiten
- Gaëtan Haas (* 1992), Eishockeyspieler